# Vreia de Jales
Vreia de Jales es una freguesia portuguesa del concelho de Vila Pouca de Aguiar, con 48,03 km² de superficie y 1.190 habitantes (2001). Su densidad de población es de 24,8 hab/km².